# 中山優馬
中山 優馬（なかやま ゆうま、1994年〈平成6年〉1月13日 - ）は、日本の俳優、歌手、タレント。2013年まで男性アイドルグループ・NYCのメンバーとしても活動していた。2012年以降はソロで、俳優業（特に舞台）を主軸に活動している。
大阪府出身。STARTO ENTERTAINMENTに所属していた。元NMB48、元SKE48の山田菜々は実姉、同じく元NMB48、元Strawberry Girlsの山田寿々は実妹である。

## 来歴
小学校1年生の時から軟式野球のチームに所属し、二塁手を務める。ジャニーズ事務所の野球大会の選手選考に姉が履歴書を送って応募し、オーディションに合格して出場。その2年後に事務所から連絡があり再度オーディションを受け、2006年に12歳でジャニーズ事務所に入所。関西ジャニーズJr.として活動し、同年11月に結成されたユニットTOP Kidsのメンバーとなる。2008年8月からは中山優馬 w/7 WESTとしても活動。
2008年4月、テレビドラマ『バッテリー』にドラマ初出演にして初主演を務める。
2009年6月4日、中山を中心としたメンバー5人で中山優馬 w/B.I.Shadowを結成することが発表される。そして3日後の6月7日にはその中山優馬 w/B.I.ShadowにHey! Say! JUMPの山田涼介、知念侑李を加えた計7人のメンバーで期間限定ユニットNYC boysを結成し、女子バレーボールワールドグランプリのスペシャルサポーターを務めることが追加で発表された。
同年10月19日、森本慎太郎とともにベルギー・フランダース政府観光局友好大使に就任。
2010年1月1日、NYC boysが期間限定ユニットから正式ユニットに昇格したことが発表され、3月2日にはそのうちの中山・山田・知念の3人でNYCが新たに結成される。
2012年2月、駒澤大学に合格したことを発表（学部は非公表）。4月に入学後、ひとり暮らしを始めて料理もしていることを取材に対し語る。10月、初のソロシングル「Missing Piece」を発売しソロデビュー。
2013年5月、シアタークリエにて行われた『Live Houseジャニーズ銀座』において、自身初のソロ公演が行われた。同年9月、駒澤大学を3月に中退していたことを公表し、理由について「心境の変化」 や「英語の勉強」 を挙げた。
2015年、初ソロツアー『歌おうぜ！踊ろうぜ！YOLOぜ！Tour』を開催。同年8月に舞台『ドリアン・グレイの肖像』で初単独主演を務める。翌2016年には映画『ホーンテッド・キャンパス』で初主演を務め、同作品の主題歌「Feeling Me Softly」も担当した。
2018年、主演ドラマ『北斗 -ある殺人者の回心-』がバンフ・ワールド・メディア・フェスティバル、ロッキー賞のDrama Series: Non-English Language部門を受賞。
2022年10月にソロデビュー10周年を迎え、10周年記念プロジェクトを開始。2023年1月12日よりLINE公式アカウントを開設する。
2024年2月、個人公式Xを開設した。
同年3月20日、京セラドーム大阪で開催された『KANSAI COLLECTION 2024 SPRING ＆ SUMMER』（関コレ）ランウェイに、姉・山田 菜々、妹・山田寿々と登場。きょうだい初の3ショットを披露した。
同年8月22日、翌2025年1月31日をもってSTARTO ENTERTAINMENTを退所し独立することを公式サイトで発表。翌日のInstagramのライブ配信で自らの口でファンに報告し、歌うことや踊ることはこれからも続けながら、スキルアップして表現者としてさらに進んでいく決意を表明した。
同年11月1日、公式YouTubeチャンネルを開設。
2025年1月から18年間の集大成となるライブツアー『YUMA NAKAYAMA LIVE TOUR 2025 Wings For The GOOD VIBES』を行い、1月31日にSTARTO ENTERTAINMENT退所した。

## 作品
順位はオリコンチャートの発表する週間ランキングでの最高位の記録。
中山優馬 w/B.I.Shadow、NYC所属時の作品は中山優馬 w/B.I.Shadow#作品、NYC (アイドルグループ)#作品を参照。

### シングル

#### CDシングル
| # | リリース日     | タイトル         | 販売形態        | 規格品番    | 週間チャート | 初収録アルバム      |
| - | -------------- | ---------------- | --------------- | ----------- | ------------ | ------------------- |
| 1 | 2012年10月31日 | Missing Piece    | 初回盤A(CD+DVD) | JECN-0302/3 | 2位          | Chapter 1           |
| 1 | 2012年10月31日 | Missing Piece    | 初回盤B(CD+DVD) | JECN-0304/5 | 2位          | Chapter 1           |
| 1 | 2012年10月31日 | Missing Piece    | 通常盤(CD)      | JECN-0306   | 2位          | Chapter 1           |
| 2 | 2014年4月2日   | High Five        | 初回盤A(CD+DVD) | JECN-0341/2 | 3位          | Chapter 1           |
| 2 | 2014年4月2日   | High Five        | 初回盤B(CD+DVD) | JECN-0343/4 | 3位          | Chapter 1           |
| 2 | 2014年4月2日   | High Five        | 通常盤(CD)      | JECN-0345   | 3位          | Chapter 1           |
| 2 | 2014年4月2日   | High Five        | 会場限定盤(CD)  | JECN-0346   | 3位          | Chapter 1           |
| 3 | 2014年9月10日  | Get Up!          | 初回盤A(CD+DVD) | JECN-0363/4 | 4位          | Chapter 1           |
| 3 | 2014年9月10日  | Get Up!          | 初回盤B(CD+DVD) | JECN-0365/6 | 4位          | Chapter 1           |
| 3 | 2014年9月10日  | Get Up!          | 通常盤(CD)      | JECN-0367   | 4位          | Chapter 1           |
| 3 | 2014年9月10日  | Get Up!          | 会場限定盤(CD)  | JECN-0368   | 4位          | Chapter 1           |
| 4 | 2015年4月22日  | YOLO moment      | 初回盤A(CD+DVD) | JECN-0400/1 | 7位          | THE BEST and BEYOND |
| 4 | 2015年4月22日  | YOLO moment      | 初回盤B(CD+DVD) | JECN-0402/3 | 7位          | THE BEST and BEYOND |
| 4 | 2015年4月22日  | YOLO moment      | 通常盤(CD)      | JECN-0404   | 7位          | THE BEST and BEYOND |
| 5 | 2015年7月15日  | とことん Got It! | 初回盤A(CD+DVD) | JECN-0415/6 | 15位         | THE BEST and BEYOND |
| 5 | 2015年7月15日  | とことん Got It! | 初回盤B(CD+DVD) | JECN-0417/8 | 15位         | THE BEST and BEYOND |
| 5 | 2015年7月15日  | とことん Got It! | 通常盤(CD)      | JECN-0419   | 15位         | THE BEST and BEYOND |

#### 配信シングル
| # | リリース日     | タイトル          | 規格品番  | 備考                                            | 初収録アルバム      |
| - | -------------- | ----------------- | --------- | ----------------------------------------------- | ------------------- |
| 1 | 2016年6月22日  | Feeling Me Softly | JEHA-0002 | music.jp、ドワンゴジェイピーにて限定配信        | THE BEST and BEYOND |
| 2 | 2022年10月31日 | Squall            | JEDN-1001 | ソロデビュー10周年第1弾シングル                 | THE BEST and BEYOND |
| 3 | 2022年11月28日 | Step!!            | JEDN-1002 | ソロデビュー10周年第2弾シングル                 | THE BEST and BEYOND |
| 4 | 2023年1月20日  | WEEKEND           | JEDN-1003 | 『THE BEST and BEYOND』のリード曲として先行配信 | THE BEST and BEYOND |

### アルバム

#### オリジナル・アルバム
| # | リリース日     | タイトル  | 販売形態       | 規格品番    | 週間チャート |
| - | -------------- | --------- | -------------- | ----------- | ------------ |
| 1 | 2014年11月26日 | Chapter 1 | 初回盤(CD+DVD) | JECN-0380/1 | 8位          |
| 1 | 2014年11月26日 | Chapter 1 | 通常盤(CD)     | JECN-0382   | 8位          |

#### ミニ・アルバム
| # | リリース日     | タイトル   | 販売形態                                      | 規格品番    |
| - | -------------- | ---------- | --------------------------------------------- | ----------- |
| 1 | 2024年12月25日 | GOOD VIBES | DELUXE盤（CD+Blu-ray+オリジナルグッズセット） | LCCT-0074/5 |
| 1 | 2024年12月25日 | GOOD VIBES | DELUXE盤（CD+DVD+オリジナルグッズセット）     | LCCT-0076/7 |
| 1 | 2024年12月25日 | GOOD VIBES | STANDARD盤(CD)                                | LCCT-0078   |

#### ベスト・アルバム
| # | リリース日   | タイトル            | 販売形態                     | 規格品番        | 週間チャート |
| - | ------------ | ------------------- | ---------------------------- | --------------- | ------------ |
| 1 | 2023年2月1日 | THE BEST and BEYOND | 初回盤(2CD+Blu-ray)          | JECN-0716～0718 | 12位         |
| 1 | 2023年2月1日 | THE BEST and BEYOND | 初回盤(2CD+DVD)              | JECN-0719～0721 | 12位         |
| 1 | 2023年2月1日 | THE BEST and BEYOND | 通常盤(CD)                   | JECN-0722       | 12位         |
| 1 | 2023年2月1日 | THE BEST and BEYOND | アニバーサリー盤(CD+Blu-ray) | JECT-0055～0056 | 12位         |
| 1 | 2023年2月1日 | THE BEST and BEYOND | アニバーサリー盤(CD+DVD)     | JECT-0057～0058 | 12位         |

### 映像作品
| # | リリース日     | タイトル                                                    | 販売形態                             | 規格品番     | 週間チャート |
| - | -------------- | ----------------------------------------------------------- | ------------------------------------ | ------------ | ------------ |
| 1 | 2016年1月13日  | 中山優馬 Chapter 1 歌おうぜ! 踊ろうぜ! YOLOぜ! TOUR         | デラックス盤（DVD 2枚組）            | JEBT-0001/2  | 集計なし     |
| 1 | 2016年1月13日  | 中山優馬 Chapter 1 歌おうぜ! 踊ろうぜ! YOLOぜ! TOUR         | スタンダード盤（DVD 2枚組）          | JEBT-0003/4  | 集計なし     |
| 1 | 2016年1月13日  | 中山優馬 Chapter 1 歌おうぜ! 踊ろうぜ! YOLOぜ! TOUR         | デラックス盤（Blu-ray Disc 2枚組）   | JEXT-0001/2  | 集計なし     |
| 1 | 2016年1月13日  | 中山優馬 Chapter 1 歌おうぜ! 踊ろうぜ! YOLOぜ! TOUR         | スタンダード盤（Blu-ray Disc 2枚組） | JEXT-0003/4  | 集計なし     |
| 1 | 2023年10月25日 | 中山優馬 Chapter 1 歌おうぜ! 踊ろうぜ! YOLOぜ! TOUR         | 市販盤（DVD 2枚組）                  | JEBN-0343/4  | TBA          |
| 1 | 2023年10月25日 | 中山優馬 Chapter 1 歌おうぜ! 踊ろうぜ! YOLOぜ! TOUR         | 市販盤（Blu-ray 2枚組）              | JEXN-0179/80 | TBA          |
| 2 | 2023年10月25日 | YUMA NAKAYAMA 10TH ANNIVERSARY TOUR 〜THE BEST and BEYOND〜 | 初回盤（DVD 2枚組）                  | JEBN-0345/6  | TBA          |
| 2 | 2023年10月25日 | YUMA NAKAYAMA 10TH ANNIVERSARY TOUR 〜THE BEST and BEYOND〜 | 通常盤（DVD 2枚組）                  | JEBN-0347/8  | TBA          |
| 2 | 2023年10月25日 | YUMA NAKAYAMA 10TH ANNIVERSARY TOUR 〜THE BEST and BEYOND〜 | 初回盤（Blu-ray Disc 2枚組）         | JEXN-0181/2  | TBA          |
| 2 | 2023年10月25日 | YUMA NAKAYAMA 10TH ANNIVERSARY TOUR 〜THE BEST and BEYOND〜 | 通常盤（Blu-ray Disc 2枚組）         | JEXN-0183/4  | TBA          |

### 未CD化曲
| タイトル                       | 作詞                  | 作曲                                                                | JASRAC 作品コード | JASRAC名義                                  | 収録作品 | 備考       |
| ------------------------------ | --------------------- | ------------------------------------------------------------------- | ----------------- | ------------------------------------------- | --- | ---------- |
| キラリ☆TRAVELER                | BOUNCEBACK 久保田洋司 | BOUNCEBACK                                                          | 160-6372-4        | 中山優馬w/Hey!Say!7 Hey!Say!7 WEST 中山優馬 | |            |
| ジゴロイズム                   | 白井裕紀              | ヒロイズム                                                          | 160-6393-7        | 中山優馬with7WEST 中山優馬 7WEST            | |            |
| 光と闇の狭間                   |                       | 中村謙一                                                            | 196-2576-6        | 中山優馬 『ANOTHER』                        | | インスト曲 |
| ビリビリDANCE                  | KAORU                 | 清水昭男                                                            | 174-7005-6        | 中山優馬                                    | シングル『High Five』〈初回限定盤B〉特典DVD 映像作品『中山優馬 Chapter 1 歌おうぜ！ 踊ろうぜ！ YOLOぜ！ TOUR』 |            |
| BE ON THE POINT OF FALLING     |                       | LEE HO                                                              | 196-4062-5        | 中山優馬 『ANOTHER』                        | | インスト曲 |
| FUNKY NINE                     |                       | 増田武史                                                            | 215-6683-6        | 中山優馬                                    | 映像作品『中山優馬 Chapter 1 歌おうぜ！ 踊ろうぜ！ YOLOぜ！ TOUR』                                             | インスト曲 |
| HAPPY BIRTHDAY TO YOU!!        | 仁科佐規              | 安部純                                                              | 165-4002-6        | 中山優馬                                    | |            |
| LITTLE MELODY 〜あふれる想い〜 | 村野直球 古屋真       | BORGMAN JOAKIM BERTIL DANNVIK ANDERS LARS                           | 1F0-2537-7        | 中山優馬 『ANOTHER』                        | |            |
| BE MYSELF                      | KOMEI KOBAYASHI       | CLINT TOMMY                                                         | 1I0-4161-6        | 中山優馬 『DREAM BOYS 2015』                | |            |
| 光と影                         | SHUSUI                | SHUSUI GRABNAR BOSTJAN VLASIC MATJAZ                                | 1I0-4139-0        | 中山優馬 『DREAM BOYS 2015』                | |            |
| PLACE OF MY HEART              | 長谷川雅大            | SHUSUI FRANSSON JOHAN KJELL LARSSON TIM MIKAEL LUNDGREN TOBIAS LARS | 1F0-2559-8        | 中山優馬 『ANOTHER』                        | |            |
| TENSE ATMOSPHERE               |                       | 佐藤泰将                                                            | 196-2571-5        | 中山優馬 『ANOTHER』                        | | インスト曲 |

### 参加作品
- Nothing Special feat. 中山優馬（2025年7月23日配信予定）[69]

## タイアップ
| 曲名                         | タイアップ |
| ---------------------------- | --- |
| Missing Piece                | 日本テレビ系ドラマ『Piece』主題歌 |
| 水の帰る場所                 | 日本テレビ系ドラマ『Piece』挿入歌 |
| High Five                    | 日本テレビ系『スッキリ!!』2014年4月エンディングテーマ |
| 愛までがナイフ               | フジテレビ系ドラマ『天国の恋』エンディングテーマ |
| YOLO moment                  | 日本テレビ系『スッキリ!!』2015年4月エンディングテーマ MBS『女の子宣言! アゲぽよTV』5月度エンディングテーマ 朝日放送『ごきげん!ブランニュ』4月度エンディングテーマ |
| Friday Night〜こんなミライ〜 | フジテレビ系『全力!脱力タイムズ』4〜5月度エンディングテーマ |
| VOICE                        | 朝日放送『朝だ!生です旅サラダ』エンディングテーマ |
| ネガイゴト                   | フジテレビ系『魔女に言われたい夜〜正直過ぎる品定め〜』4月度エンディグテーマ                                                                                       |
| とことん Got It!             | CM：ハウス食品「とんがりコーン」 |
| Shining                      | フジテレビ『奇跡体験!アンビリバボー』エンディングテーマ |
| Feeling Me Softly            | 映画『ホーンテッド・キャンパス』主題歌 |
| Squall                       | MBS・TBS系ドラマ『高良くんと天城くん』エンディングテーマ |
| Step!!                       | BSJapanext『中山優馬×ジャニーズJr. @YUMA HOUSE』テーマソング |

## 出演
グループでの出演はTOP Kids・中山優馬 w/7 WEST#出演・中山優馬 w/B.I.Shadow・NYC boys#出演・NYC を参照
テレビドラマ、映画における太字は主演。

### テレビドラマ
- バッテリー（2008年4月3日 - 6月12日、NHK） - 主演・原田巧 役[11][71]
- サムライ転校生 〜我ガ道ハ武士道ナリ〜（2009年3月28日、関西テレビ） - 主演・三船優太 役
- 恋して悪魔〜ヴァンパイア☆ボーイ〜（2009年7月7日 - 9月8日、関西テレビ） - 主演・黒宮ルカ 役[18]
- 左目探偵EYE 第1・2話（2010年1月23日・30日、日本テレビ） - 海藤正樹 役（友情出演）
- ほんとにあった怖い話 夏の特別編2011「奇怪な最終バス」（2011年9月3日、フジテレビ） - 主演・三上俊介 役
- 翼よ!あれが恋の灯だ（2012年2月12日、関西テレビ） - 主演・佐野智之 役[72]
- Piece（2012年10月6日 - 12月29日、日本テレビ） - 主演・成海皓/成海比呂 役（2役）[73]
- ぴんとこな（2013年7月18日 - 9月19日、TBS） - 澤山一弥 役[74]
- SMOKING GUN〜決定的証拠〜（2014年4月9日 - 6月18日、フジテレビ） - 松井丈太朗 役[75]
- 金曜プレステージ「山村美紗サスペンス 赤い霊柩車シリーズ33・卒都婆小町が死んだ」（2014年4月18日、フジテレビ） - 杉田鷹次郞 役[76]
- 北斗 -ある殺人者の回心- （2017年3月25日 - 4月22日、WOWOW）- 主演・端爪北斗 役[7][77]
- 重要参考人探偵 第2話（2017年10月27日、テレビ朝日） - 魚住爽太 役[78]
- 特命おばさん検事! 花村絢乃の事件ファイル スペシャル（2019年12月20日、テレビ東京） - 岸川俊一 役[79]
- 税務調査官・窓際太郎の事件簿スペシャル（2020年12月6日、BS-TBS） - 高梨浩平 役[80][81]
- トッカイ〜不良債権特別回収部〜（2021年1月17日 - 4月4日、WOWOWプライム） - 葉山将人 役[82]
- アンラッキーガール! 第7話（2021年11月18日、読売テレビ・日本テレビ） - 八雲空海 役[83]
- 月曜プレミア8 さすらい署長 風間昭平 15（2022年1月24日、テレビ東京） - 西野賢一 役[84]
- ペットドクター花咲万太郎の事件カルテ（2022年3月26日、BS-TBS） - 嵐山健吾 役[85]
  - ペットドクター花咲万太郎の事件カルテ2〜お隣さんは殺人犯!?〜（2023年12月29日、BS-TBS）[86]
- 全力!クリーナーズ（2022年4月18日〔17日深夜〕 - 6月20日〔19日深夜〕、ABCテレビ）[87]
- ギフテッド Season2（2023年10月14日 - 12月2日、WOWOW） - 八雲穂積 役[88]
- もしも世界に『レンアイ』がなかったら（2025年8月1日 - 、CBCテレビ） - 太一 役[89]

### 映画
- 関西ジャニーズJr.の目指せ♪ドリームステージ!（2016年4月16日公開） - ゲスト出演[90]
- ホーンテッド・キャンパス（2016年7月2日公開） - 主演・八神森司 役[91]
- 曇天に笑う（2018年3月21日公開） - 曇空丸 役[92]
- 189（2021年12月3日公開） - 主演・坂本大河 役[93]

### バラエティ番組
- 爆笑学園ナセバナ〜ル!（2012年10月9日 - 2013年2月26日、MBS）[94]
- 伝えてピカッチ（2013年4月6日 - 2015年3月21日、NHK）
- ピーコ&兵動のピーチケパーチケ → ピーチケパーチケ（2015年1月7日 - 、関西テレビ）[95]
- サタハピ しずおか（2018年4月 - 番組終了、静岡朝日テレビ） - 準レギュラー[96]。不定期コーナー「優馬のしずおか海岸線さんぽ」を担当[97]。
  - とびっきり!しずおか（2019年4月6日 - ） - 準レギュラー[98]→月1レギュラー[99]
- 中山優馬×ジャニーズJr. @YUMA HOUSE（2022年4月1日 - 2023年9月25日、BSJapanext）[100][101]
- ノンストップ!（2023年4月7日 - 2025年3月28日、フジテレビ） - 金曜コーナー「中山優馬のゆウマいご飯」担当[102][103]

### 声優
- ジョン・カーター 日本語吹き替え版（2012年4月13日）‐ エドガー 役[25]

### ラジオ
- Look at You-Ma（2009年7月5日 - 26日[104]・2013年1月3日 - 2016年3月31日[105][106]、木曜24:30、bayfm）
- 中山優馬の夏合宿（2009年8月、JFN）[104]
- 中山優馬radio catch（2009年10月 - 2021年3月25日〔全600回〕、JFN）[107]
- 中山優馬のYUMAにあ（2020年2月4日 - 2023年9月19日、RKBラジオ）[108][109]
- 中山優馬の世紀末に生まれて（2022年1月4日 - 、bayfm）[110]

### ラジオドラマ
- 劇ラヂ！ライブ2015 「環七メロス」（2015年11月1日、NHKラジオ第1放送）[111][112]

### ネット配信
- 優馬のうまうまクッキング（2023年3月30日 - 配信、LINE VOOM・クラシル）[113]

### 広告
- 森永製菓「ハイチュウ」（2009年8月[114] - ）[115]
- ハウス食品「とんがりコーン」（2011年10月 - 2016年）[114]
- アイバンク活動啓発用DVD「ヒ・カ・リ」（2015年）[116]

### PV
- ふぉ〜ゆ〜「大丈夫さ」（2021年）[117]

### コンサート
- 2007 謹賀新年 あけましておめでとう ジャニーズJr.大集合（2007年1月2日・3日・4日・6日・7日、日本武道館）
- 関西ジャニーズJr.@大阪松竹座 2008夏（2008年8月19日-28日、大阪松竹座）
- 中山優馬・中間淳太・桐山照史・髙木雄也大阪凱旋コンサート（2008年9月1日 - 2日〔8日 - 10日：追加公演[注 6]〕、梅田芸術劇場メインホール）[120]
- 内博貴 年末年始 Rockな仲間たち大集合（2009年1月2日-4日、大阪城ホール）
- 春休みall関西ジャニーズJr. with中山優馬 in大阪城ホール（2010年3月28日・29日）
- 関西ジャニーズJr. X'Masコンサート2010（2010年12月4日 - 17日、大阪松竹座） - 特別出演[121]
- 関西ジャニーズJr. with 中山優馬 2011春（2011年3月5日 ‐ 5月29日、全国ツアー[122]）[123]
- Hey! Say! JUMP&｢勇気100%｣　全国ツアー（2011年4月10日 ‐ 17日、5月8日 - 5月28日）[124]
- 中山優馬 with 関西ジャニーズJr.（2012年11月23日、オリックス劇場）[125]
- 千住明の世界〜コラボレーション・コンサート2021（2021年10月12日、サントリーホール 大ホール）[126]

### 舞台
- SUMMARY（2008年8月2日 - 10日、 お台場青海J地区特設会場Johnnys Theater）[127]
- PLAYZONE2010 〜ROAD TO PLAYZONE〜（2010年7月9日 - 8月1日、青山劇場 / 8月14日 - 8月22日、梅田芸術劇場） - 特別出演[128]
  - PLAYZONE '11 SONG & DANC'N.（2011年7月8日 - 8月7日、青山劇場 / 8月19日 - 21日、中日劇場 / 8月28日 - 31日、梅田芸術劇場）[129]
  - PLAYZONE'12 SONG & DANC'N。PARTII。（2012年7月9日 - 8月10日、青山劇場）[130]
  - PLAYZONE'13 SONG & DANC'N。PARTIII。（2013年7月3日 - 8月10日、青山劇場）[131]
  - PLAYZONE→IN NISSAY（2014年1月6日 - 1月28日、日生劇場）[132]
  - PLAYZONE 1986…2014★ありがとう!〜青山劇場★（2014年7月6日 - 8月9日、青山劇場）[133]
  - ★さよなら!〜青山劇場★PLAYZONE 30YEARS★1232公演（2015年1月6日 - 22日、青山劇場）[134]
- 新春 滝沢革命（2011年1月1日 - 27日、帝国劇場） - ユウマ（滝沢の弟） 役[135]
  - 新春 滝沢革命（2012年1月1日 ‐ 29日、帝国劇場）[136]
- ジャニーズ・ワールド 正月はタッキーと共に（2013年1月1日 - 6日、帝国劇場）[137]
- Live House ジャニーズ銀座（2013年5月3日 ‐ 5日、シアタークリエ）[28]
  - ジャニーズ銀座2014（2014年5月3日 - 6日、シアタークリエ）[138]
- ANOTHER（2013年9月4日 - 28日、日生劇場）[139]
- ドリアン・グレイの肖像（2015年8月16日 - 9月6日、新国立劇場 / 8月22日 - 26日、森ノ宮ピロティホール / 8月29日 - 30日、キャナルシティ劇場） - 主演・ドリアン・グレイ 役[10]
- DREAM BOYS（2015年9月12日 - 9月20日、帝国劇場） - 主演（※玉森裕太とWキャスト）[140]
- それいゆ（2016年5月26日 - 29日、梅田芸術劇場シアター・ドラマシティ / 6月1日 - 5日、Zeppブルーシアター六本木） - 主演・中原淳一 役[141]
  - それいゆ（2017年4月6日 - 11日、サンシャイン劇場 / 4月14日・15日、北九州芸術劇場中劇場 / 4月19日 - 23日、新神戸オリエンタル劇場）　- 主演・中原淳一 役[142]
- A NEW MUSICAL クロスハート（2016年11月11日 - 13日、EX THEATER ROPPONGI[注 7] / 12月9日 - 28日、Zeppブルーシアター六本木 / 2017年1月6日 - 8日、森ノ宮ピロティホール） - 主演・セザール / 一之瀬悟 役（屋良朝幸とW主演）[144][145]
- 市川海老蔵第四回自主公演「ABKAI 2017」（2017年6月9日 - 25日、Bunkamuraシアターコクーン）[146]
- にんじん（2017年8月1日 - 27日、新橋演舞場 / 9月1日 - 10日、大阪松竹座） - フェリックス 役[147]
- Endless SHOCK（2018年2月4日 - 3月31日、帝国劇場）[148] - ユウマ 役[149]
  - Endless SHOCK（2019年9月11日 - 10月5日、梅田芸術劇場メインホール）[150] - ユウマ 役[151]
  - Endless SHOCK（2024年7月26日 - 8月18日、梅田芸術劇場メインホール） - ユウマ 役[152]
- INNOVATION OPERA ストゥーパ〜新卒塔婆小町（2018年4月21日、東京文化会館大ホール）[153]
- KOKAMI@network vol.16「ローリング・ソング」（2018年8月11日 - 9月2日、紀伊國屋サザンシアター TAKASHIMAYA / 9月5・6日、久留米シティプラザ ザ・グランドホール / 9月14日 - 16日、サンケイホールブリーゼ） - 主演・篠崎良雅 役（中村雅俊・松岡充とトリプル主演）[154][155]
  - KOKAMI@network vol.17「地球防衛軍 苦情処理係」（2019年11月2日 - 24日、紀伊國屋サザンシアターTAKASHIMAYA / 29日 - 12月1日、サンケイホールブリーゼ） - 主演・深町航 役[156][157]
- The Silver Tassie 銀杯（英語版）（2018年11月9日 - 25日、世田谷パブリックシアター） - 主演・ヒーガン 役[158]
- 劇団☆新感線 39興行・春公演 いのうえ歌舞伎「偽義経冥界歌」（2019年3月8日 - 21日、フェスティバルホール / 4月2日 - 7日、金沢歌劇座 / 4月18日 - 21日、まつもと市民芸術館） - 奥華次郎泰衡 役[159]
  - 2020年劇団☆新感線39興行・春公演 いのうえ歌舞伎『偽義経冥界歌』（2020年2月15日 - 26日・3月19日 - 24日、TBS赤坂ACTシアター） - 奥華次郎泰衡 役[160][注 8]
- ゲルニカ（2020年9月4日 - 27日、PARCO劇場 / 10月9日 - 11日、京都劇場 / 10月17日・18日、りゅーとぴあ 新潟市民芸術文化会館 劇場 / 10月23日 - 25日、穂の国とよはし芸術劇場PLAT主ホール / 10月31日・11月1日、北九州劇場大ホール） - イグナシオ 役[162][163]
- 『蜜蜂と遠雷』〜ひかりを聴け〜（2021年3月27日 - 4月11日、KAAT 神奈川芸術劇場 / 4月17日・18日、新歌舞伎座 / 5月1日 - 3日、博多座） - 主演・風間塵 役[164][165]
- ザ・パンデモニアム・ロック・ショー〜The Pandemonium Rock Show〜（2021年9月18日 - 10月3日、日本青年館 / 10月8日 - 11日、森之宮ピロティホール） - 主演・楠瀬涼 役[166]
- ダディ（2022年7月9日 - 27日、東京グローブ座 / 8月5日 - 7日、COOL JAPAN PARK OSAKA TTホール） - 主演・フランクリン 役[167][168]
- エン＊ゲキシリーズ#06 即興音楽舞踏劇「砂の城」（2022年10月15日 - 30日、紀伊國屋ホール / 11月3日 - 13日、ABCホール） - 主演・テオ 役[169]
- 星降る夜に出掛けよう（2023年6月12日 - 21日、南座 / 10月2日 - 28日、大阪松竹座）[170][171]
- 『大誘拐』〜四人で大スペクタクル〜（2024年2月6日 - 2月11日、シアター1010 / 2月14日、愛知県産業労働センター ウインクあいち 大ホール / 2月16日・17日、森ノ宮ピロティホール / 2月18日、西脇市市民交流施設 オリナスホール / 2月20日、日田市民文化会館「パトリア日田」 大ホール（やまびこ） / 2月23日、山口県立劇場 ルネッサながと / 2月24日、島根県芸術文化センター グラントワ 大ホール / 2月26日、JMSアステールプラザ 大ホール / 3月2日、長岡市立劇場 大ホール / 3月3日、東京エレクトロン韮崎文化ホール 大ホール / 3月5日・6日、水戸芸術館 ACM劇場 / 3月9日、多賀城市民会館 大ホール / 3月10日、オーバード・ホール 大ホール） - 主演・戸並健次 役[172][173]
  - 『大誘拐』〜四人で大スペクタクル〜（2025年10月10日 - 13日予定、シアター1010 / 10月18日予定、レクザムホール大ホール / 10月19日予定、エースパック未来中心 大ホール / 10月21日予定、岡山芸術創造劇場 ハレノワ 大劇場 / 10月25日予定、やまぎん県民ホール大ホール / 11月1日予定、帯広市民文化ホール 大ホール / 11月2日予定、カナモトホール / 11月7日・8日予定、サンケイホールブリーゼ / 11月9日予定、安城市民会館 サルビアホール / 11月11日予定、金沢市文化ホール / 11月15日予定、あきた芸術劇場ミルハス 大ホール / 11月22日予定、りゅーとぴあ 新潟市民芸術文化会館 劇場 / 11月24日予定、長野市芸術館 メインホール / 11月29日・30日予定、KAAT 神奈川芸術劇場 ホール） - 戸並健次 役[174]
- 血の婚礼（2024年12月7日 - 18日、IMM THEATER / 12月28日・29日、兵庫県立芸術文化センター 阪急中ホール） - 主演・レオナルド 役[175]
- いただきます!〜歌舞伎町伝説〜（2025年2月20日 - 3月2日、新宿FACE / 3月15日・16日、大阪国際交流センター 大ホール） - 主演・手島広夢 役[176]
- 殺意の代償（2025年3月13日、品川プリンスホテル クラブeX）[177]
- YUMA NAKAYAMA ONE MAN'25 -ReTRY-（2025年5月5日・6日、日本橋三井ホール / 5月24日・25日、松下IMPホール）[178][179]
- CoRich舞台芸術！プロデュース「いきなり本読み！the Musical」（2025年7月14日、三越劇場）[180][181]
- あゝ同期の桜（2025年7月26日・27日予定、IMPホール / 8月13日 - 19日予定、三越劇場） - 主演・諸木文晴 役[182]
- 君に似合う花言葉（2025年11月6日〈予定〉、CBGKシブゲキ!!）[183]
- スイートホーム ビターホーム（2025年12月6日 - 14日〈予定〉、大阪松竹座 / 12月20日〈予定〉、北國新聞赤羽ホール / 12月26日 - 29日〈予定〉、シアターH） - 主演・努力良介 役[184]
- 破果（2026年3月 - 4月〈予定〉、東京・大阪・福岡）[185]

### イベント
- 中山優馬 with 関西ジャニーズJr. ファンミーティング（2012年7月24日、青山劇場）[186] - 『Missing Piece』〈初回盤B〉に収録[187]
- “東京ドームに全員集合” みんなにサンキュー！ジャニーズ野球大会（2016年4月13日、東京ドーム） - 敢闘賞[188]
- ジャニーズ大運動会2017（2017年4月16日、東京ドーム） - 敢闘賞[189][190]
- 中山優馬 10th ANNIVERSARY ファンミーティング （2022年1月13日、Johnny's net オンラインでの生配信）[191]
- Rakuten GirlsAward 2022 SPRING/SUMMER（2022年5月14日、幕張メッセ） - シークレットゲスト[192]
- Rakuten GirlsAward 2022 AUTUMN/WINTER（2022年10月8日、幕張メッセ）[193]
- KANSAI COLLECTION 2024 SPRING&SUMMER（2024年3月20日、京セラドーム大阪） - TikTok LIVE Streaming MC[194][注 9]
- YUMA NAKAYAMA 〜You & YUMA〜 MEETING 2024 NANIMONO（2024年10月31日、KT Zepp Yokohama）[43][195]

## 雑誌連載
- 学研『POTATO』「中山優馬のホンマの優馬はどないやねん!!」